# Жулянский машиностроительный завод
Жулянский машиностроительный завод «Визар» (укр. Жулянський машинобудівний завод «Візар») — государственное предприятие военно-промышленного комплекса Украины, которое осуществляет производство, ремонт и техническое обслуживание зенитных ракет и комплектующих для зенитно-ракетных систем и авиатехники.
Входит в перечень предприятий, имеющих стратегическое значение для экономики и безопасности Украины.

## История
Жулянский машиностроительный завод был создан на базе Жулянского механического завода (филиала № 1 киевского машиностроительного завода им. Артема).
В связи с сокращением государственного военного заказа в 1990-е годы завод разработал и освоил выпуск продукции гражданского назначения.
25 июня 1996 года Жулянский машиностроительный завод получил новое наименование: Жулянский машиностроительный завод «Визар».
В 1998 году на первый государственный тендер по закупке бытовых счётчиков газа украинского производства завод представил образцы газовых счётчиков собственной разработки (в дальнейшем предприятие освоило их серийный выпуск). Также завод выпускал сельхозинвентарь.
В июле 1999 года завод был внесён в перечень государственных предприятий и организаций Украины, которые не подлежат приватизации.
В мае 2001 года украинская компания ТАСКО объявила о намерении освоить на заводе сборку индийских внедорожников моделей Safari, Sumo и Telcoline производства Tata Motors, 90 % деталей которых предполагалось импортировать из Индии, а 10 % — изготавливать на территории Украины, но этот проект остался нереализованным.
В начале 2000-х предприятие имело возможность производить техническое обслуживание зенитных управляемых ракет для зенитно-ракетных комплексов С-300 с продлением сроков эксплуатации.
Весной 2006 года завод вошёл в число победителей Национального бизнес-рейтинга Украины и был включён в число 400 лучших предприятий Украины.
По состоянию на начало 2008 года предприятие имело возможность производить ракеты для зенитно-ракетных комплексов С-300, а также изделия и узлы для оснащения самолётов и вертолётов: замковые устройства и балочные держатели для подвески и сброса авиабомб, контейнеров и подвесных топливных баков. Основной продукцией предприятия в этот момент времени являлись: балочный держатель БДЗ-УМК2-Б; замки ДЗ-УМ, ДЗ-57ДА, ДЗУ-1А; многозамковые балочные держатели БД4-УСК(-Б), МБДЗ-У6-68, МБДЗ-У2Т-1, МБДЗ-У2Т-1(1) и МБДЗ-У9М.
После создания в декабре 2010 года государственного концерна «Укроборонпром» предприятие было включено в состав концерна.
В 2013 году, впервые после шестилетнего перерыва, министерство обороны Украины выделило заводу 4,89 млн гривен на выполнение работ по продлению срока эксплуатации зенитных управляемых ракет для зенитно-ракетных комплексов С-300. Кроме того, в 2013 году на предприятии была установлена современная система отопления, что позволило заводу уменьшить расход топлива на отопление помещений и сократить денежные расходы.
В 2014 году, после начала боевых действий на востоке Украины, завод был привлечён к выполнению военного заказа по восстановлению и ремонту техники для вооружённых сил Украины. 20-23 июня 2014 года министерство обороны Украины выделило заводу 12,15 млн гривен на увеличение срока хранения и службы зенитных управляемых ракет 5В55К(Р) для зенитно-ракетных комплексов С-300П.
В дальнейшем завод участвовал в разработке и изготовлении противокорабельного ракетного комплекса РК-360МЦ «Нептун» (23 августа 2020 года официально принятого на вооружение и 15 марта 2021 года переданного в войска).
В ночь с 14 на 15 апреля 2022 года по заводу был нанесен удар российскими ракетами.